# 德尼巴赫河
47°23′39″N 8°23′46″E / 47.39407°N 8.39615°E

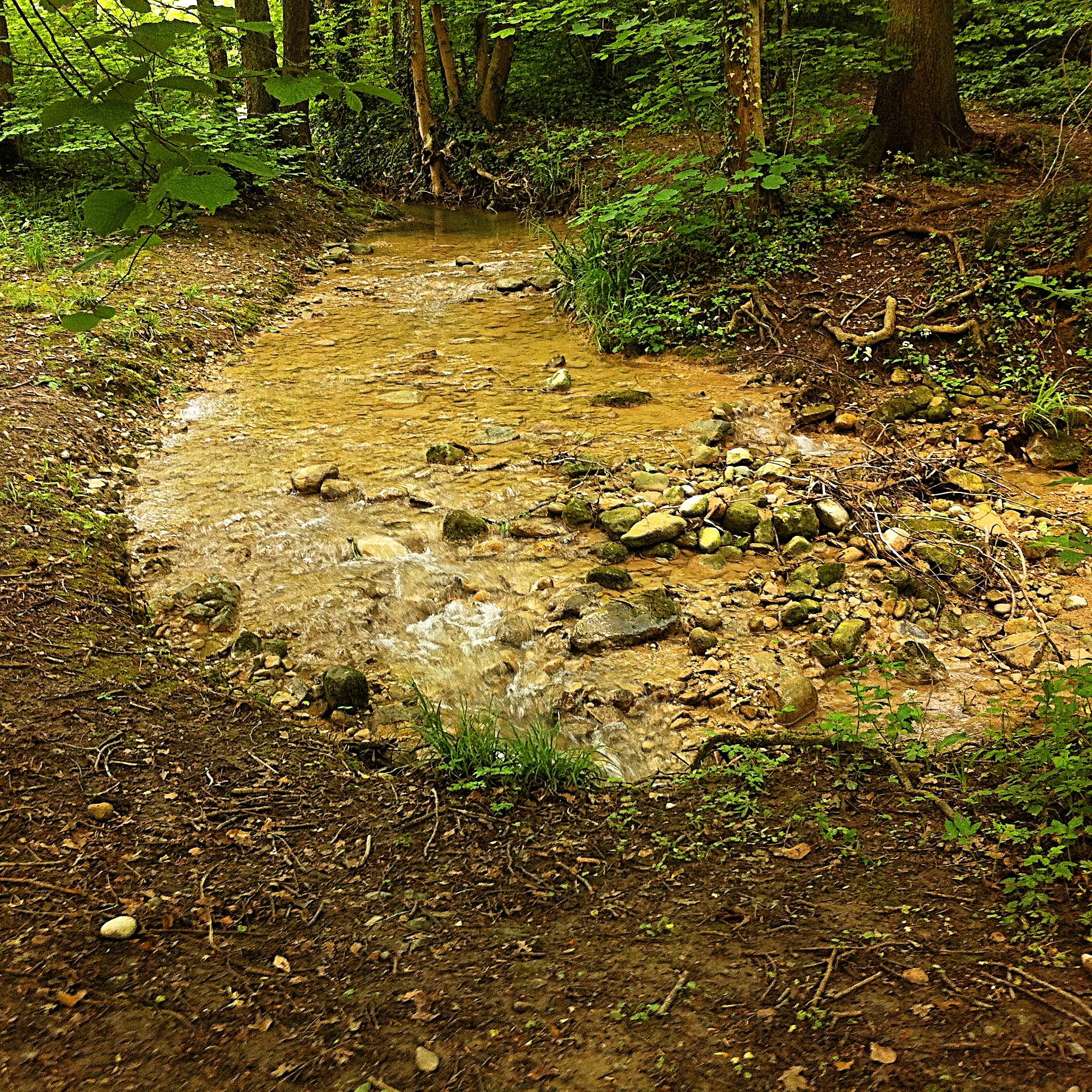

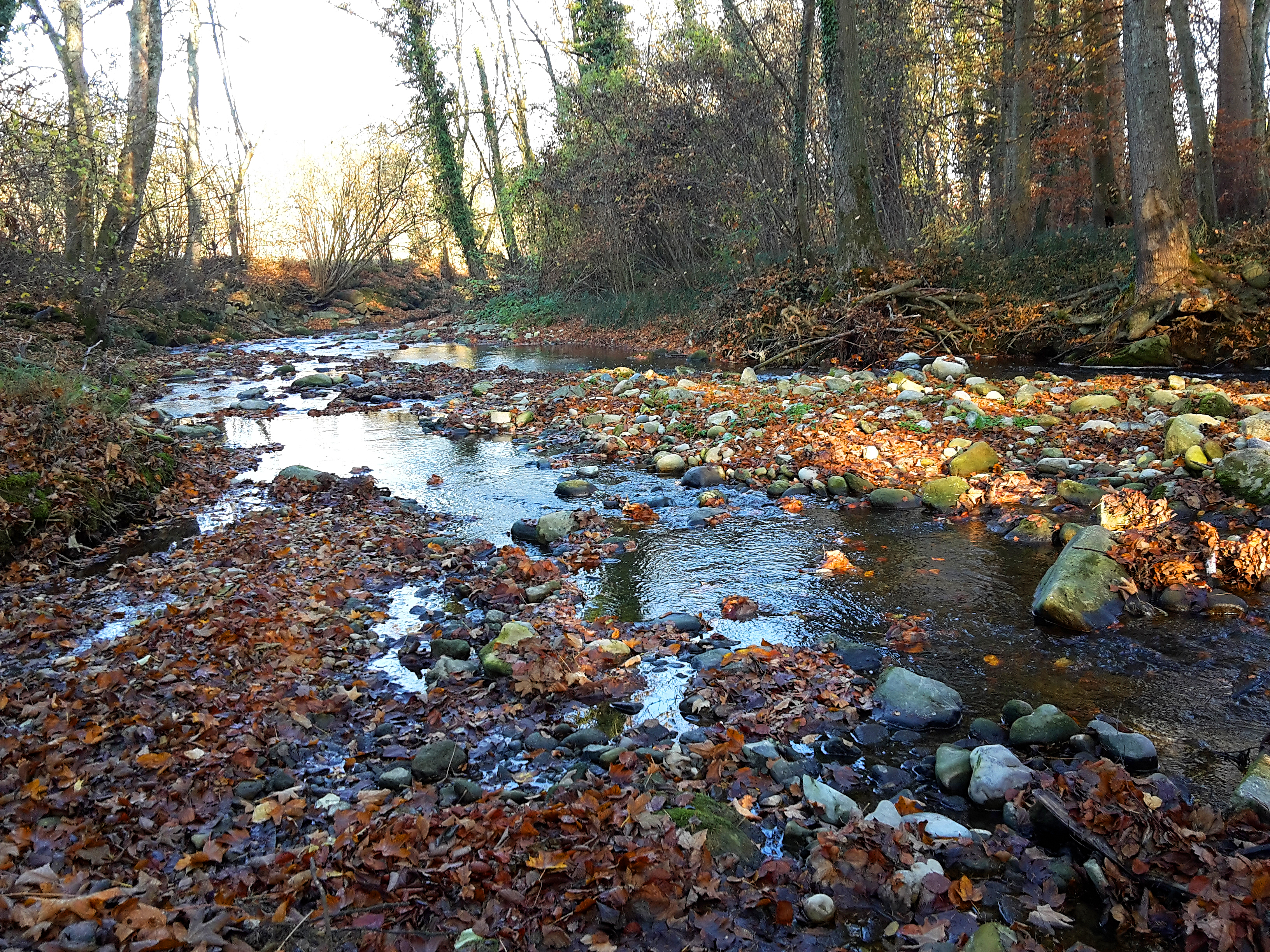

德尼巴赫河是瑞士的河流，位於該國北部，流經阿爾高州和蘇黎世州，屬於雷皮施河的左支流，河道全長3.1公里，流域面積1.9平方公里，河口處在貝爾格迪蒂孔附近。